# Eleições regionais no Japão (2007)

As eleições regionais de 2007 no Japão realizaram-se no dia 8 de Abril de 2007.
Nestas eleições foram escolhidos os governadores de 13 das 47 regiões (prefeituras) do Japão e os membros de 43 das 47 Assembleias Regionais (todas excepto Tóquio, Ibaraki e Okinawa). Este acto eleitoral realiza-se no mesmo dia da Primeira Fase das Eleições Locais no Japão.
Estas eleições são vistas como um balão de ensaio para a Eleição da Câmara Alta que se realizará em Julho de 2007, uma vez que permitem ver as tendências de voto nas maiores cidades. São as primeiras eleições que se realizam desde que o primeiro-ministro Shinzo Abe (Partido Liberal Democrático) se encontra no poder.

## Resultados
Entre as 13 regiões encontra-se Tóquio com os seus 10.420.000 eleitores. Nesta Perfeitura a escolha foi feita entre 14 candidatos, entre os quais um músico de rua, um taxista, um especialista em feng shui e um cartomante. A escolha viria a recair, no entanto, no actual governador, Shintaro Ishihara, que assim ganha o seu terceiro mandato de quatro anos, consecutivo. O seu mais directo rival foi um antigo Governador da Perfeitura de Miyagi, apoiado pelo Partido Democrático, da oposição.

### Governadores
Todos os nove Governadores que se recandidataram ganharam as eleições. Dos 13 Governadores eleitos, nove estão relacionados com o Bloco Governamental, dois foram apoiados exclusivamente pela oposição e outros dois foram apoiados por ambos os lados.
Os governadores eleitos foram:
| Perfeitura | Candidatos | Governador          | Partidos de Apoio                                                                  |
| ---------- | ---------- | ------------------- | ---------------------------------------------------------------------------------- |
| Fukui      | 2          | Issei Nishikawa     | Apoiado por quatro partidos incluindo o LDP e o DPJ                                |
| Fukuoka    | 3          | Wataru Aso          | Coligação Partido Liberal Democrático (LDP)/Novo Komeito                           |
| Hokkaido   | 3          | Harumi Takahashi    | Coligação Partido Liberal Democrático (LDP)/Novo Komeito                           |
| Iwate      | 5          | Takuya Tasso        | Partido Democrático do Japão (DPJ)                                                 |
| Kanagawa   | 3          | Shigefumi Matsuzawa | Independente apoiado não-oficialmente pelo Partido Democrático do Japão (DPJ)      |
| Mie        | 2          | Akihiko Noro        | Apoiado por quatro partidos incluindo o LDP e o DPJ                                |
| Nara       | 2          | Shogo Arai          | coligação Partido Liberal Democrático (LDP)/Novo Komeito                           |
| Oita       | 2          | Katsusada Hirose    | Coligação Partido Liberal Democrático (LDP)/Novo Komeito                           |
| Saga       | 2          | Yasushi Furukawa    | Coligação Partido Liberal Democrático (LDP)/Novo Komeito                           |
| Shimane    | 2          | Zenbe Mizoguchi     | Coligação Partido Liberal Democrático (LDP)/Novo Komeito                           |
| Tokushima  | 2          | Kamon Iizumi        | Coligação Partido Liberal Democrático (LDP)/Novo Komeito                           |
| Tóquio     | 14         | Shintaro Ishihara   | Independente apoiado pela coligação Partido Liberal Democrático (LPD)/Novo Komeito |
| Tottori    | 2          | Shinji Hirai        | Coligação Partido Liberal Democrático (LDP)/Novo Komeito                           |

### Assembleias provinciais
Foram eleitos membros para 43 das 47 Assembleias Regionais (todas excepto Tóquio, Ibaraki e Okinawa), num total de 2.544 cadeiras, para as quais houve 3.773 candidatos.
- O Partido Liberal Democrático obteve 1.212 lugares (47,6%), tendo perdido 101 cadeiras em relação às últimas eleições. O partido no governo ganhou nas assembléias de 19 províncias, e conseguiu 50% das cadeiras em cinco delas.
- O Novo Komeito, partido da coligação no governo do Japão, braço político da seita budista Sokka Gakkai, elegeu todos os 181 candidatos que apoiou.
- O Partido Democrático do Japão elegeu 375 candidatos (14,7%), mais 145 que nas eleições anteriores, mas só obeteve a maioria no Iwate.
- O Partido Comunista do Japão ficou com 100 cadeiras, tendo perdido 52.

Alguns dos Independentes eleitos apoiam o partido do governo, pelo que se espera que este alargue a sua influência.
As mulheres aumentaram a sua presença nas assembleias em 7,5%, passando das 164 para 190 cadeiras.